# 扬州教案

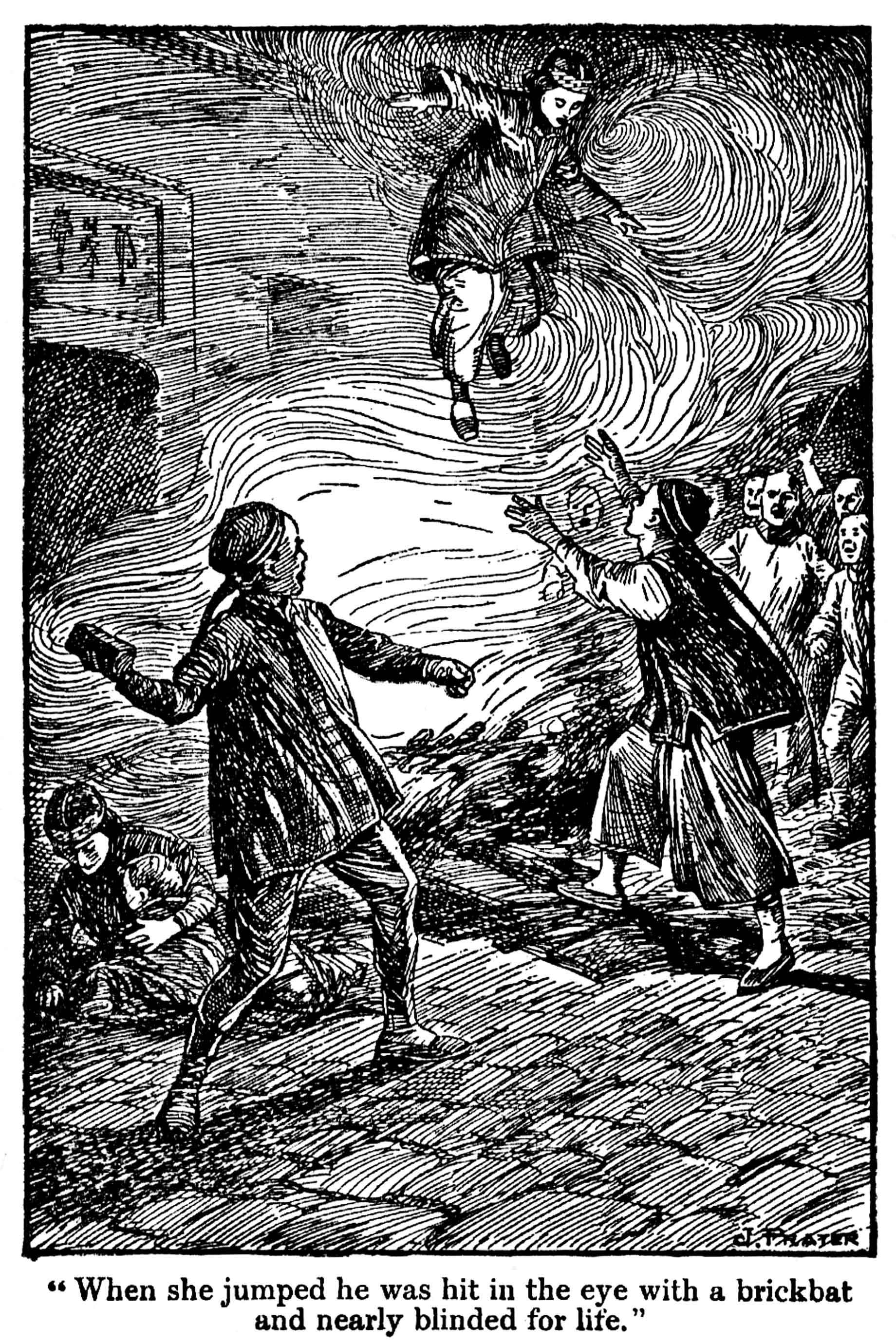
一幅关于扬州教案的绘画，描绘了玛莉亚跳楼时的情景

扬州教案是清朝同治七年（1868年）8月22日发生在中国扬州的一宗影响较大的教案。

## 背景
1868年，法国天主教传教士金式玉神父（P. Joseph Seckinger，又名金缄三）在扬州三义阁开办育婴堂，收容中國籍孤兒，被传虐死婴孩40多名，（因发生瘟疫，致使多名婴儿死亡）。6月1日，戴德生带领一批英国中国内地会男女传教士（其中成年男子4人：戴德生、童跟福、路惠理、李德；妇女5人：玛莉亚、安馨、秘书白安美、路惠理太太、狄乐义姑娘；以及戴德生的4名子女：戴存义、戴赫拔、小玛莉亚）也来到扬州，租到皮市街一幢房屋，创建扬州的第一座基督教堂。
扬州应考生员张贴揭贴，要求驱逐洋教。

## 事件经过
1868年8月22日，星期六，傍晚时分，扬州内地会被八千至一万人包围，手拿刀棒，投掷砖块。戴德生和童跟福不顾众人追打，逃往知府衙门要求保护。人群闯进屋内，抢劫财物，殴打。有人放火烧屋，墙壁倒塌，传教士及眷属被迫跳楼逃生，戴德生怀孕六个月的妻子玛莉亚跳楼时摔伤了腿，白安美多处骨折。所幸邻居及时把火扑灭，屋子没有烧毁。8月23日下午，县官雇来轿子，把传教土护送出扬州城的南门，到镇江去。 

## 交涉及影响
英国驻上海领事麦华陀得知扬州发生教案，立即赶往。9月2日，麦华佗向扬州知府交涉，没有得到满意答复，9月11日，麦华陀率军舰瑞那尔多号（Rinaldo）到南京与两江总督曾国藩交涉。但12日下午，舰长布什（Bush）因患病而率舰返回上海，曾国藩便不再会见麦华陀。麦华陀回到上海。英驻华公使阿礼国照会总理衙门，并要求英国派出海军力量，迫使南京地方当局接受要求。11月8日，麦华陀带4艘军舰前往南京。11月9号，曾国藩和继任的两江总督马新贻完全接受麦华陀要求，罢免了扬州地方官，发表公告并答应赔偿损失。麦华陀带领两艘军舰和300名士兵来到扬州，受到款待。11月28日，扬州教案以惩凶、赔款、立碑议结，赔偿教会损失，修复被毁的住宅，门前立碑，保护教堂，惩罚肇事者，邀请传教士返回扬州。

## 教案旧址
教案旧址位于皮市街，现产权为扬州基督教三自爱国会所有。